# Viên Văn Khang
Viên Văn Khang (tiếng Trung: 袁文康; bính âm: Yuán Wén Kāng, sinh ngày 23 tháng 7 năm 1985) là một nam diễn viên Trung Quốc, được biết đến với vai Dã Tiên trong Nữ y Minh phi truyện và vai Thái y Giang Dữ Bân trong Như Ý truyện.

## Tiểu sử
Viên Văn Khang tốt nghiệp Học viện Hý kịch Thượng Hải, chuyên ngành biểu diễn.
Từ năm 14 tuổi anh đã tham gia diễn kịch, thuận lợi đỗ vào Học viện Hí kịch Thượng Hải. Sau khi tốt nghiệp, anh trở thành nghệ sĩ trực thuộc công ty nổi tiếng Hoa Nghị huynh đệ 👬.
Năm 1999, anh tham gia bộ phim truyền hình Tân Văn Tiểu Thư, chính thức xuất đạo.
Năm 2000, anh tham gia diễn trong bộ phim Bao Công Sinh Tử Kiếp. Cùng năm anh cũng tham gia bộ phim cổ trang Đông Tây Kỳ Ngộ Kết Lương Duyên với vai diễn Cát Tiểu Hoa.
Năm 2001, anh tham gia diễn trong bộ phim thần tượng thanh xuân Thanh Xuân Đồng Thoại với vai diễn Trần Hổ.
Năm 2002, anh tham gia diễn bộ phim cổ trang hí thuyết Phi Đao Vấn Tình với vai diễn Long Tiểu Vân.
Năm 2003, tham gia bộ phim tình yêu Truy Mộng Cốc, cùng năm anh tham gia bộ phim Nữ Nhân Hành với vai diễn Độc Hành Hiệp.
Năm 2007, anh được cộng tác với Trương Hàm Dư và Vương Bảo Cường trong bộ phim Tập Kế Hào.
Sau đó anh tiếp tục tham gia các bộ phim như Phong Hoả Ảnh Nhân (2008), Thất Sao Chung Đích Ngư (2008), Cửu Đỉnh Mê Tung (2009), Ước Hàn - Lạp Bối (2009), Tân Kinh Thành Tứ Thiểu (2011), Trung Quốc 1921 (2011), Ngã Môn Đích Pháp Lan Tây Tuế Nguyệt (2012), Động Đất Đường Sơn (2013), Giải Ưu Công Chúa (2014), Trường An Tam Quái Thám (2015), Nữ Y Minh Phi Truyện (2016), Như Ý Truyện (2016), Bạo Liệt Vô Thanh (2018),...
Anh được khán giả biết đến đông đảo hơn qua vai diễn Thái y Giang Dữ Bân trong bộ phim đại chế tác lấy đề tài Thanh cung Như Ý truyện.

## Phim tham gia

### Phim điện ảnh
| Năm phát sóng | Tên phim                          | Tên gốc               | Vai diễn            |
| ------------- | --------------------------------- | --------------------- | ------------------- |
| 2007          | Hiệu lệnh tập kết                 | 《集結號》            | Vương Kim Tồn       |
| 2012          | Thái Cực 2, Anh Hùng Quật Khởi    | 《太極2英雄崛起》     | Vương gia           |
| 2016          | Nữu Ước Nữu Ước                   | 《紐約紐約            | Canh Mã Tư          |
| 2017          | Tú Xuân Đao 2: Tu La Chiến Trường | 《繡春刀2: 修羅戰場》 | Tịnh Hải pháp sư    |
| 2017          | Kiến Quân Đại Nghiệp              | 《建軍大業》          | Tham mưu Trần Phong |
| 2018          | Bạo Liệt Vô Thanh                 | 《暴裂無聲》          |                     |
| 2018          | Tìm Được Em                       | 《找到你》            | Điền Ninh           |
| 2019          | Ta Và Tổ Quốc Của Ta              | 《我和我的祖国》      | Chỉ huy             |
| 2019          | Thân Ái Đích Tân Niên Hảo         | 《亲爱的新年好》      | Thái Sơn            |

### Phim truyền hình
| Năm phát sóng | Tên phim                                   | Tên gốc                  | Vai diễn            |
| ------------- | ------------------------------------------ | ------------------------ | ------------------- |
| 1999          | Tình Khiên Nhật Nguyệt Tinh                | 《情牽日月星》           | Trần Phi            |
| 1999          | Tân Văn Tiểu Thư                           | 《新聞小姐》             | Kế Tiểu Vũ          |
| 2000          | Đông Tây Kỳ Ngộ Kết Lương Duyên            | 《東西奇遇結良緣》       | Chư Cát Tiểu Hoa    |
| 2000          | Bao Công Sinh Tử Kiếp                      | 《包公生死劫》           | Trần Ít Xuân        |
| 2001          | Đồng Thoại Thanh Xuân                      | 《青春的童話》           | Trần Hổ, Hổ tử      |
| 2002          | Phi Đao Vấn Tình                           | 《飛刀問情》             | Long Tiểu Vân       |
| 2003          | Truy Mộng Cốc                              | 《追夢穀》               | Lý Hiểu Phi         |
| 2004          | Ma Thuật Kỳ Duyên                          | 《魔術奇緣》             | Ngô Kỳ An           |
| 2005          | Yêu Tôi Thì Mang Tôi Về Nhà                | 《愛我帶我回家》         | Trang Ít Vỹ         |
| 2007          | Binh Pháp Luyến Ái                         | 《戀愛兵法》             | Vương Văn Thanh     |
| 2008          | Gió Lửa Ảnh Nhân                           | 《烽火影人》             | Tạ Đoàn Trường      |
| 2009          | Tựu Tưởng Lại Trứ Nãi                      | 《就想賴著妳》           | Triệu Kình          |
| 2009          | Cửu Đỉnh Mê Tung                           | 《九鼎迷蹤》             | Đằng Vĩ             |
| 2010          | Đại Ngọc Truyện                            | 《黛玉傳》               | Tần Chung           |
| 2010          | Thiên Sư Chung Quỳ Chi Mỹ Lệ Truyền Thuyết | 《天師鍾馗之美麗傳說》   | Mạnh Văn Hiên       |
| 2010          | Thuê Bạn Gái Về Nhà Làm Lễ Mừng Năm Mới    | 《租個女友回家過年》     | Phù Tá              |
| 2011          | Thánh Thiên Cửa Khẩu                       | 《聖天門口》             | Phó Lãng Tây        |
| 2011          | Trung Quốc 1921                            | 《中國1921》             | Thái Hoà Sâm        |
| 2011          | Tân Kinh Thành Tứ Thiểu                    | 《新京城四少》           | Đồng Ngọc Quang     |
| 2011          | Khổng Tử Xuân Thu                          | 《孔子春秋》             | Thiểu Chính Mão     |
| 2012          | Bắc Kinh Ái Tình Cố Sự                     | 《北京愛情故事》         | Á Kiện Khang/ANDY   |
| 2013          | Luyến Ái Đích Na Điểm Sự Nhi               | 《戀愛的那點事兒》       | Khách mời           |
| 2013          | Mỹ Nhân Quý                                | 《美人季》               | Chu Khang           |
| 2013          | Chúng Ta Đích Pháp Lan Tây Tuế Nguyệt      | 《我們的法蘭西歲月》     | Tông Húc Chi        |
| 2014          | Trường An Tam Quái Thám                    | 《長安三怪探》           | Lý Tú Nhất          |
| 2015          | Đại Thanh Diêm Thương                      | 《大清鹽商》             | Uông Hải Côn        |
| 2015          | Hướng Hạnh Phúc Xuất Phát                  | 《向幸福出發》           | Kỷ Tục Cương        |
| 2016          | Nữ Y Minh Phi Truyện                       | 《女醫·明妃傳》          | Dã Tiên             |
| 2016          | Giải Ưu Công Chúa                          | 《解憂公主》             | Quân Tu Mi          |
| 2016          | Xuyên Qua Đám Mê                           | 《穿越謎團》             | Tư Ninh (khách mời) |
| 2016          | Chỉnh Dung Quý                             | 《整容季》               | Trác Vĩ (khách mời) |
| 2016          | Tuyết Hải                                  | 《雪海》                 | Trung Sơn Võ        |
| 2016          | Thái Thái Vạn Tuế                          | 《太太萬歲》             | Lục Phấn            |
| 2016          | Yên Chi                                    | 《胭脂》                 | Tống Miễn           |
| 2016          | Hoan Hỉ Mật Thám                           | 《歡喜密探》             | Trịnh Thành Công    |
| 2017          | Phiêu Dương Quá Nhĩ Lai Khán Nhĩ           | 《漂洋過海來看你》       | Krief (khách mời)   |
| 2017          | Phi Ca Đại Anh Hùng Chi Phi Ca Chiến Đội   | 《飛哥大英雄之飛哥戰隊》 | Lương Phi           |
| 2018          | Mộng Tưởng Hợp Khoả Nhân                   | 《夢想合夥人》           | Nguỵ Văn Băng       |
| 2018          | Thượng Hải Nữ Tử Đồ Giám                   | 《上海女子圖鑒》         | Dương Trình Viễn    |
| 2018          | Như Ý truyện                               | 《如懿传》               | Giang Dữ Bân        |
| 2018          | Thịnh Đường Huyễn Dạ                       | 《盛唐幻夜》             | Trần Thiên Xu       |
| 2018          | Hãn Thành                                  | 《悍城》                 | Bạch Chấn Hách      |
| 2020          | Ai Nói Tôi Không Thể Kết Hôn               | 《谁说我结不了婚》       | Từ Hải Phong        |
| 2020          | Phi Thường Mục Kích                        | 《非常目击》             | Giang Lưu           |
| 2021          | Kẻ phản nghịch                             | 叛逆者                   |                     |

## Liên quan
- Như Ý truyện
- Mông Cổ
- Hoa Nghị huynh đệ